# Cesare Morando
Cesare Morando, o Morandi (Genova, ... – ...; fl. XVI secolo), è stato un poeta italiano.

## Biografia
Poeta genovese vissuto alla fine del XVI secolo, zio di Bernardo Morando, commediografo e poeta. Nel 1599 realizzò l'opera le Rime, una raccolta di poesie in lingua toscana. Fu in contatto epistolare con Niccolò Sauli Carrega. Sua opera fu anche il Ligure Guerriero, pubblicato da Pier-Gerolamo Gentile nella prima parte della Corona di Apollo.

## Opere
- Rime, 1599
- Ligure Guerriero